# تمرد سمبا
تمرد سِمْبا (بالإنجليزية: Simba rebellion، ويُعرف أيضًا باسم تمرد أوريونتال Orientale Revolt)  كان تمردًا نشب في جمهورية الكونغو الديمقراطية من عام 1963 إلى عام 1965، وكان جزءًا من سياق أكبر، هو أزمة الكونغو والحرب الباردة. اندلع التمرد في شرق دولة الكونغو، تحت قيادة أتباع باتريس لومومبا، الذي أزاحه عن السلطة في عام 1960 كل من جوزيف كازافوبو وجوزيف ديزيري موبوتو، قبل أن يُقتل في قاطنغة في شهر يناير من عام 1961. حدث هذا التمرد في الوقت نفسه الذي اندلع فيه تمرد كويلو في وسط الكونغو تحت قيادة الرفيق اللومومبيّ بيري موليل.
شهد متمرِّدو سمبا نجاحًا في البداية، واستولوا على كثير من شرق الكونغو، وأعلنوا قيام «جمهورية الشعب» في ستانليفيل. لكن كان التمرد يعاني من افتقاره إلى التنظيم والتنسيق، ومن توترات بين قيادة التمرد وحلفائها الدوليين في الكتلة الشرقية. منذ أواخر عام 1964 أخذت الحكومة الكونغولية تشن عددًا من الهجمات المضادة الكبرى، وكان في طليعتها قوات مرتزقة شديدة مخضرمة مدعومة من القوات الغربية، فأنزلت بالمتمردين هزائم كبيرة عديدة حتى فكّكتهم. بحلول نوفمبر عام 1965 كان تمرد سمبا قد انقمع بنجاح، على الرغم من أن معاقل المتمردين واصلت تمردها حتى تسعينيات القرن العشرين.

## خلفية
يَحسن أن يُنظر إلى أسباب تمرد سمبا بوصفها جزءًا من صراع أكبر على السلطة داخل جمهورية الكونغو، بعد الاستقلال عن بلجيكا في يوم 30 يونيو من عام 1960، وأيضًا في سياق تدخلات الحرب الباردة الأخرى التي تدخّلها الغرب والاتحاد السوفييتي في إفريقيا. يَسهل إرجاع التمرد مباشرة إلى اغتيال باتريس لومومبا، أول رئيس وزراء لدولة الكونغو، في شهر يناير عام 1961. بعد هذا نشبت صراعات داخلية ومؤامرات سياسية، أدت إلى ارتقاء جوزيف كازافوبو وجوزيف ديزيري موبوتو في مدينة كينشاسا، على حساب السياسيين الذين أيدوا لومومبا، مثل أنطوان جيزينغا وكريستوف غبيني وغستون سوميالوت.
تغيُّر السلطة جعل أنطوان جيزينغا يعلن في عام 1961 تشكيل حكومة تمرُّدية في ستانليفيل. أُطلق على الدولة الجديدة اسم «جمهورية الكونغو الحرة»، ونالت تأييد الاتحاد السوفييتي والصين، إذ نصب كل منهما نفسه معارضًا اشتراكيًّا لتدخّل الولايات المتحدة في الكونغو وضلوعها في موت لومومبا، لكن ظهرت خلافات في ما يتعلق بلومومبا حول الميول السياسية الحقيقية للومومبيِّين. لكن في أغسطس عام 1961 حل جيزينغا الحكومة التي في ستانليفيل بقصد المشاركة في المحادثات المدعومة في الأمم المتحدة في جامعة لوفانيوم. في النهاية لم تسفر تلك المحادثات عن الحكومة اللومومبية التي كانت مرجوة، وقُبض على جيزينغا واعتُقل في بالو بمبا، ونُفي كثير من اللومومبيِّين.
في ذلك المنفى بدأ التمرد يتشكل ويتأجج. في عام 1963 أسس جمهورية وسوميالوت مجلس التحرير الوطني (Conseil National de Libération) في برازافيل، عاصمة جمهورية الكونغو المجاورة. لكن في أثناء وضع تلك الخطط الخاصة بالتمرد في المنفى، عاد بيري موليل من تدريبه في الصين لشنّ ثورة في إقليمه الأصلي، إقليم كويلو، في عام 1963. أثبت موليل أنه قائد قدير، وأحرز عددًا من النجاحات المبكرة، لكن تلك النجاحات كانت محلية فقط في كويلو. بعدما بدا أن البلد كلها في تمرد علني على حكومة كينشاسا، شنّ مجلس التحرير الوطني حركته التمردية الخاصة في معقله السياسي في شرق الكونغو. 

## قوات سمبا وأيديولوجيتها
كان تنظيم قوات غبيني تحت اسم «جيش التحرير الشعبي» (Armée Populaire de Libération)، لكنها عمومًا كانت تُدعى باسم «سمبا»، الذي يعني الأسد أو الأسد الكبير في اللغة السواحيلية. كانت القوات متألفة من متمردي الجيش الوطني الكونغولي ورجال قبليين ومقاتلين شباب (jeunesse). على وجه العموم كان جيش التحرير الشعبي مقسمًا إلى وحدات نظامية، منظمة كما الجيش الوطني الكونغولي (unités d'operations and unités de garnison)، ووحدات كانت أقرب إلى الميليشيات غير النظامية (barriéres). على الرغم من أن قوات سمبا كانت نواياها حسنة نسبيًّا، فإنها كانت مفتقرة إلى الانضباط، وكانت قيادتها والتحكم فيها فوضوية في أحيان كثيرة. 
كان أغلب مقاتلي سمبا رجالًا شبابًا ومراهقين، لكن لم يُسمع بانخراط الأطفال في النزاع. كان المتمردون تحت قياد غستون سوميالوت وكريستوف غبيني، اللذين كانا عضوين في حزب التضامن الأفريقي (Parti Solidaire Africain)، ولوران ديزيريه كابيلا الذي كان عضوًا في الجمعية العامة لبالوبا كاتانغا (Association générale des Baluba du Katanga، أو BALUBAKAT اختصارًا) المؤيدة للومومبا.
بسبب كثرة التوجهات السياسية التي كانت بين مقاتلي سمبا، يصعب جدًّا أن تُنسب إليهم أيديولوجية بعينها.